# 기아 K9
기아 K9(Kia K9)은 기아의 후륜구동 또는 4륜구동 방식의 대형 세단이다. 차명인 K9은 '기아(Kia)'와 '대한민국(Korea)', '강력함', '지배, '통치' 등의 뜻을 지닌 그리스어 'Kratos', '활동적인', '동적인'이라는 뜻을 지닌 영어 'Kinetic'의 앞 단어인 K에 대형급을 의미하는 숫자 9를 결합한 것이다.

## 1세대(KH)

### K9(2012년5월~2014년11월)

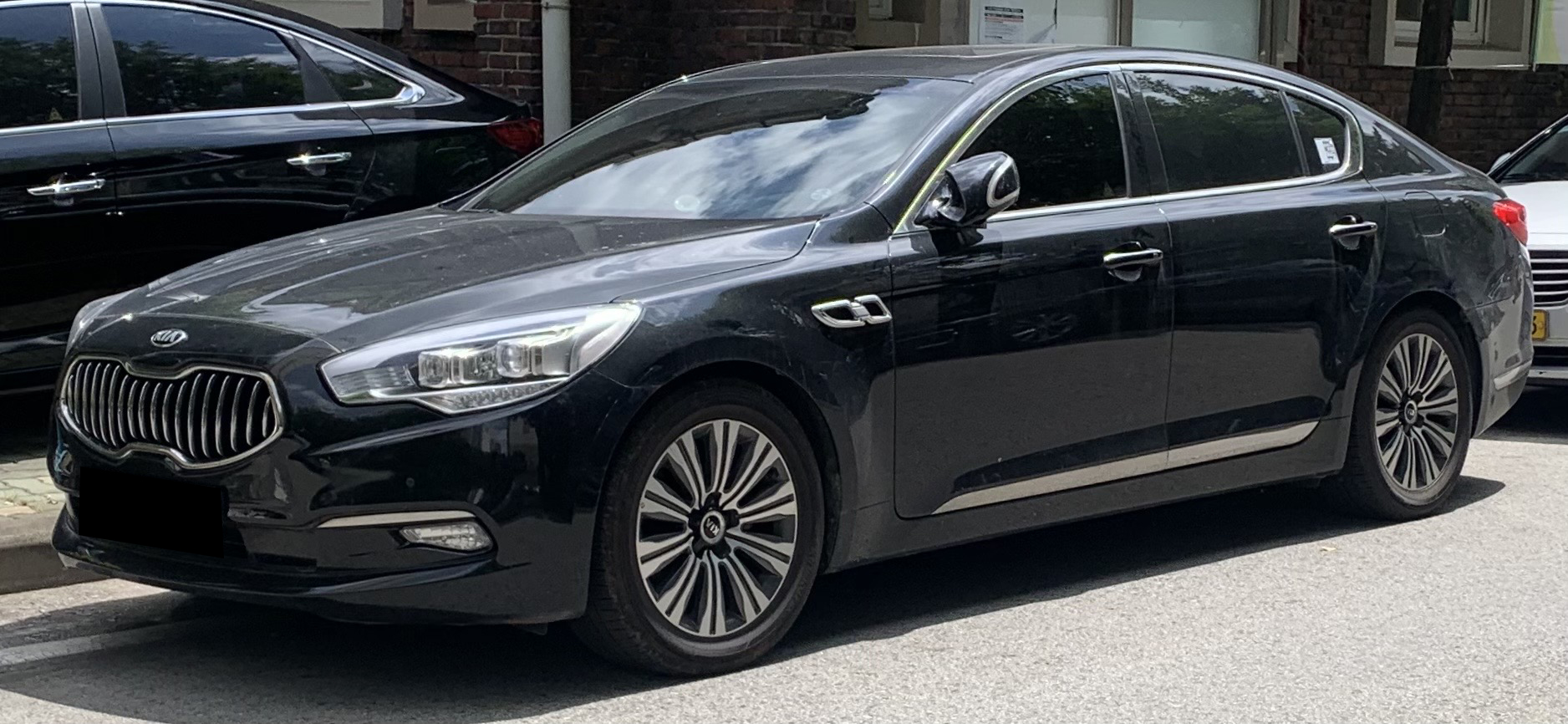
기아 K9 (전기형) 정측면

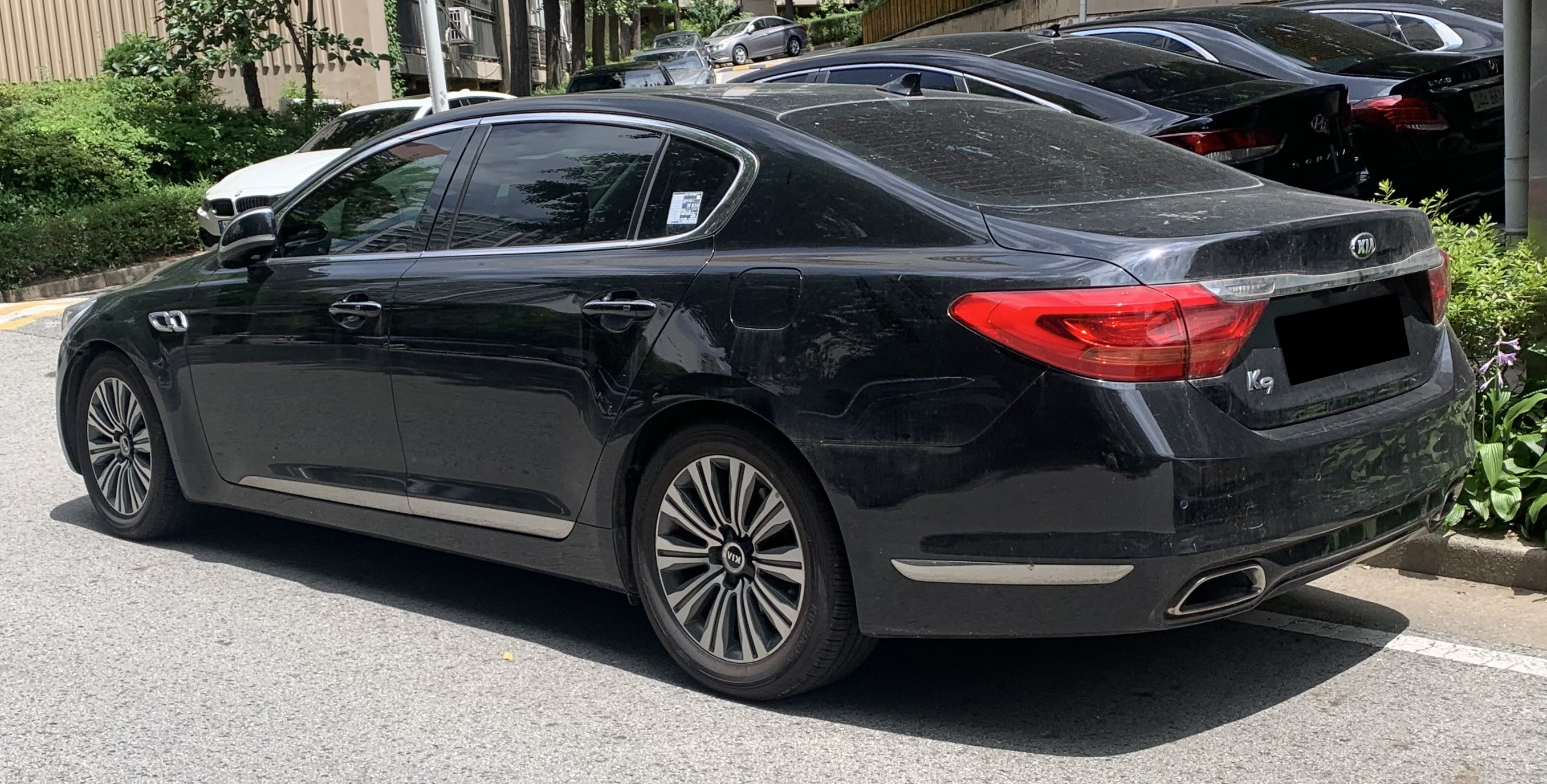
기아 K9 (전기형) 후측면

오피러스의 단종 직전이었던 2011년 11월 17일에 외관 이미지가 먼저 공개되었고, 이듬해인 2012년 5월 2일에 출시되었다. 에쿠스(VI)의 후륜구동 플랫폼을 활용하여 개발된 K9은 롱 노즈 숏 데크의 디자인을 갖추고 있어 전반적으로 보다 공격적인 외형을 가지고 있어 전신인 오피러스와는 성격을 달리하였다. 엔터프라이즈가 단종된 후 9년 만에 기아에서 선보이는 후륜구동 기반의 대형 세단이며, 기아자동차의 텔레매틱스 서비스인 유보가 처음으로 적용되어 원격 제어와 도난 추적 등의 서비스를 제공받을 수 있다. 12.3인치의 대형 클러스터 화면 전체에 컬러 LCD를 적용한 풀 사이즈 컬러 LCD 클러스터, 전자 통신을 통하여 변속을 제어하는 전자식 변속 레버, 주행 중, 필요한 주요 정보가 앞유리에 표시되는 헤드업 디스플레이, 후측방 사각 지대와 후방 장애물을 감지하여 경보를 해주는 후측방 경보 시스템 등이 대한민국산 승용차 최초로 적용되었다. 이 외에도, 스노우 모드가 포함된 4가지 주행 모드를 제공하는 주행 모드 통합 제어 시스템, 타이어에 구멍이 생길시 바로 메워 줄 뿐만 아니라, 별도의 사후 처리도 불필요한 19인치 셀프 실링 타이어도 적용되어 편의성과 안전성을 높였다. 판매량이 신통치 않자 2013년 1월 9일에는 가격을 낮추고 사양을 일부 기본화하여 재편성된 2013년형이 선보였다. 2014년 1월 9일에 선보인 2014년형은 파노라마 선루프, 길이가 늘어난 면발광 타입 LED 포지션 램프가 신규 적용되었다. 아울러 헤드 램프 아래쪽에 있던 LED 주간 주행등이 범퍼 내의 안개등 위쪽으로 옮겨졌고 리어 램프의 방향 지시등 렌즈 커버가 클리어 타입으로 바뀌었다. 특히, 논란이 되었던 라디에이터 그릴은 북아메리카 수출 사양인 K900에서 적용된 디자인으로 바뀌었으며, 메쉬형 대신 격자형이 달렸다.
엔진은 람다 V6 3.3/3.8리터 DOHC 가솔린 직접분사 엔진과 타우 V8 5.0리터 DOHC 가솔린 직접분사 엔진이 장착됐다. 1세대 초기형에서 V8 5.0리터 DOHC 엔진은 수출용에만 장착됐지만, 기아에서 최초로 선보인 V8 엔진 장착 대형 세단이다. 

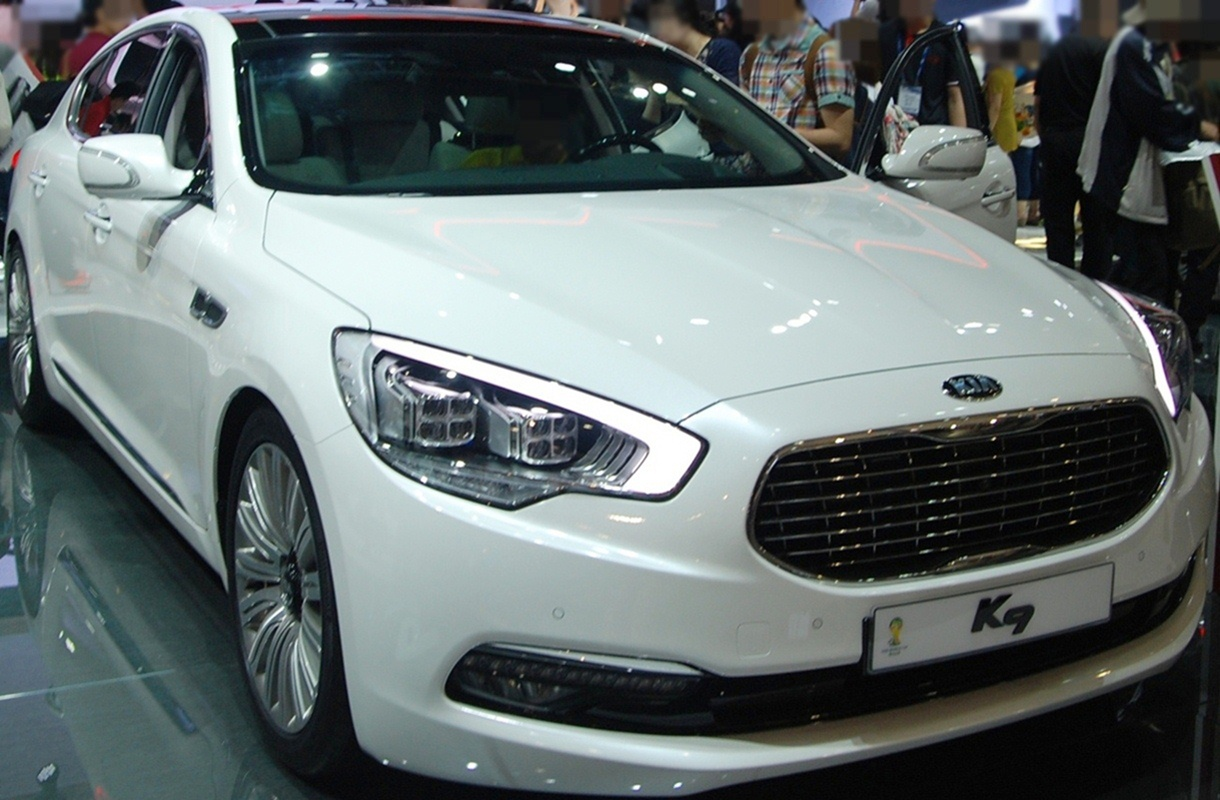
기아 K9 (후기형) 정측면
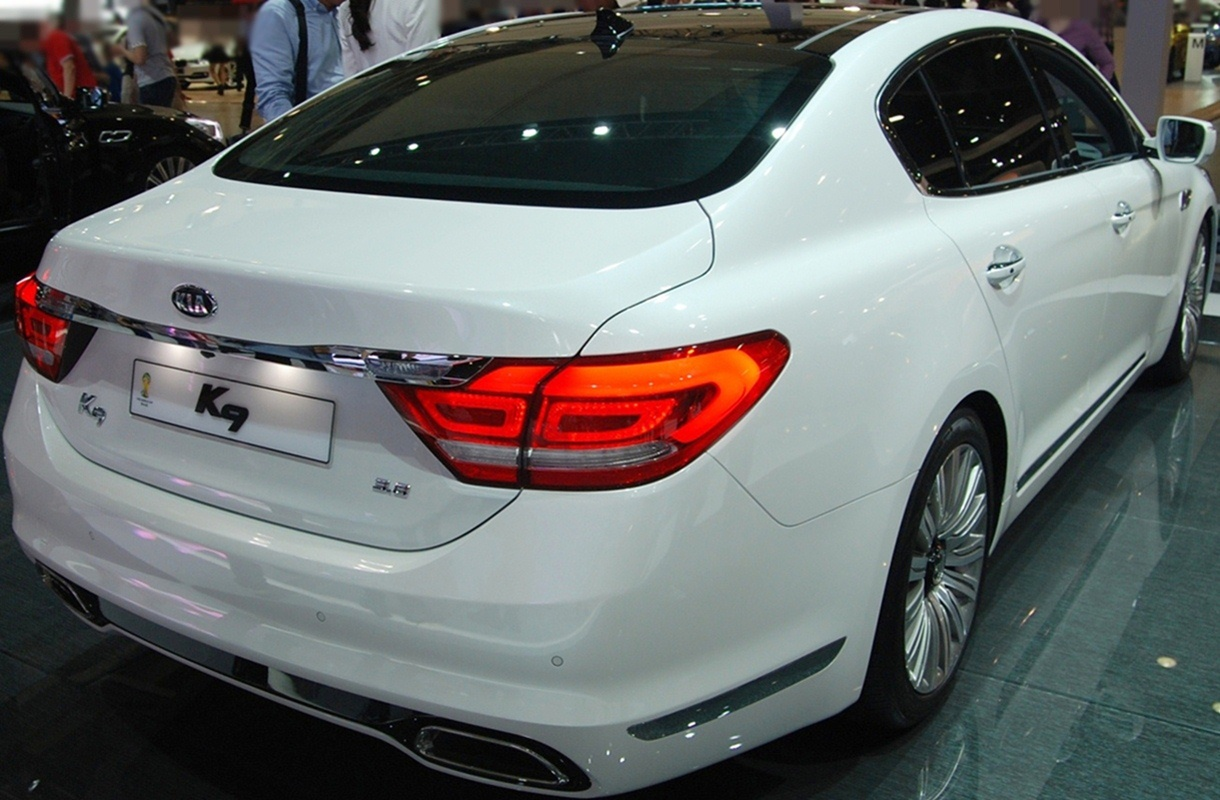
기아 K9 (후기형) 후측면

| 구분                 | K9 3.3L V6 람다 GDI                                                                                          | K9 3.8L V6 람다 GDI                                                     |
| -------------------- | --- | ----------------------------------------------------------------------- |
| 전장 (mm)            | 5,090 | 5,090                                                                   |
| 전폭 (mm)            | 1,900 | 1,900                                                                   |
| 전고 (mm)            | 1,485(전자 제어 에어 서스펜션 적용시) 1,490                                                                  | 1,485(전자 제어 에어 서스펜션 적용시) 1,490                             |
| 축거 (mm)            | 3,045 | 3,045                                                                   |
| 윤거 (전, mm)        | 1,620(R19) 1,616(R18)                                                                                        | 1,620(R19)                                                              |
| 윤거 (후, mm)        | 1,627(R19) 1,634(R18)                                                                                        | 1,627(R19)                                                              |
| 승차 정원            | 5명 | 5명                                                                     |
| 변속기               | 자동 8단 | 자동 8단                                                                |
| 서스펜션 (전/후)     | 멀티 링크/멀티 링크                                                                                          | 멀티 링크/멀티 링크                                                     |
| 구동 형식            | 후륜구동 | 후륜구동                                                                |
| 엔진 형식            | G6DH | G6DJ                                                                    |
| 엔진 형식            | 가솔린 | 가솔린                                                                  |
| 배기량 (cc)          | 3,342 | 3,778                                                                   |
| 최고 출력 (ps/rpm)   | 300/6,400 | 334/6,400                                                               |
| 최대 토크 (kg*m/rpm) | 35.5/5,200                                                                                                   | 40.3/5,100                                                              |
| 연료 탱크 용량 (L)   | 75 | 75                                                                      |
| 요소수 탱크 용량 (L) | - | -                                                                       |
| 공차 중량 (kg)       | 1,870 | 1,910                                                                   |
| 연비 (km/L)          | 도심 8.4/고속 11.7/복합 9.6 (이후 도심 8.1/고속 12.3/복합 9.6(R18), 도심 7.9/고속 12.0/복합 9.4(R19)로 변경) | 도심 8.1/고속 11.4/복합 9.3 (이후 도심 7.8/고속 12.0/복합 9.3으로 변경) |
| Co2 배출량 (g/km)    | 184 (이후 186(R18), 190(R19)로 변경)                                                                         | 191 (이후 192로 변경)                                                   |

### 더 뉴 K9(2014년11월~2018년4월)

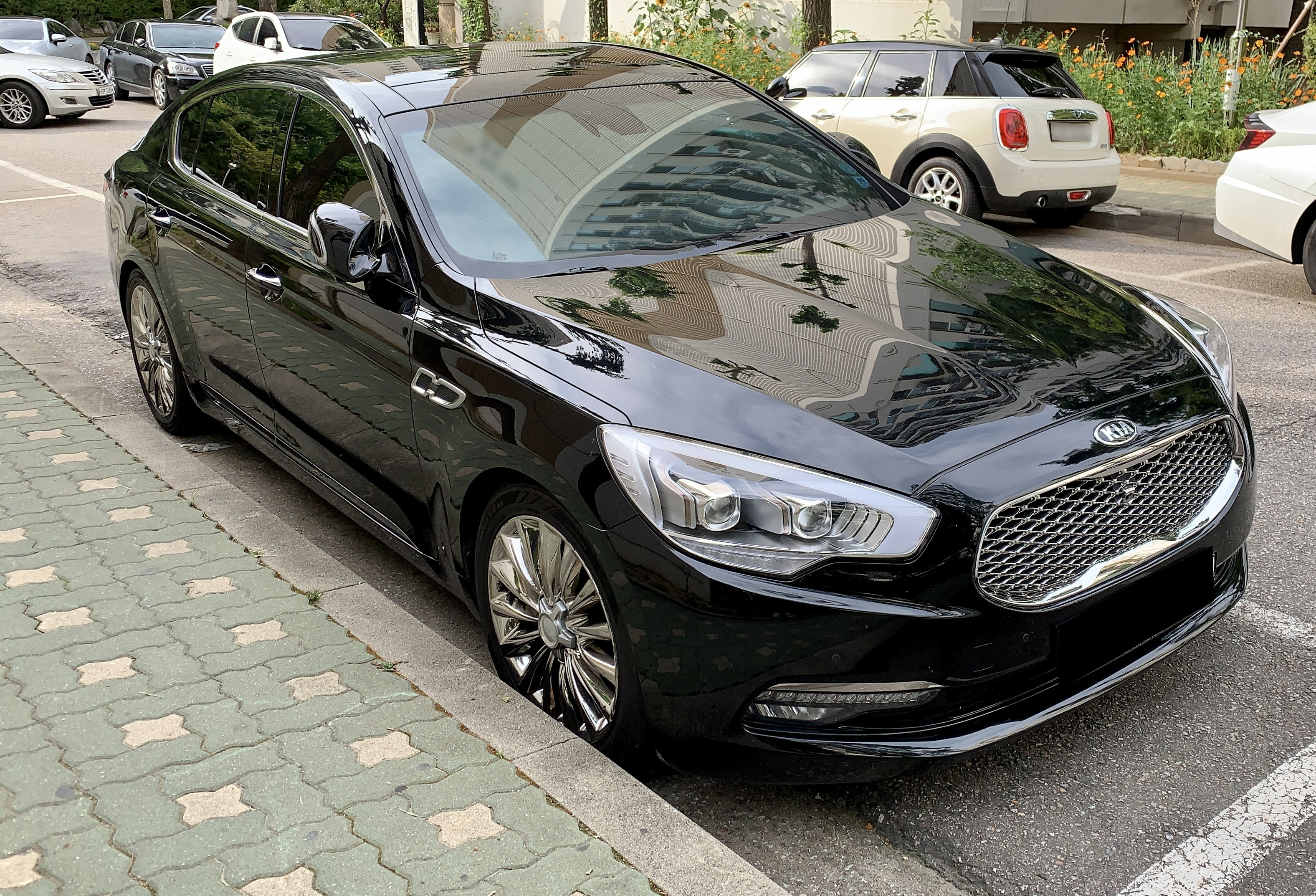
기아 더 뉴 K9 정측면

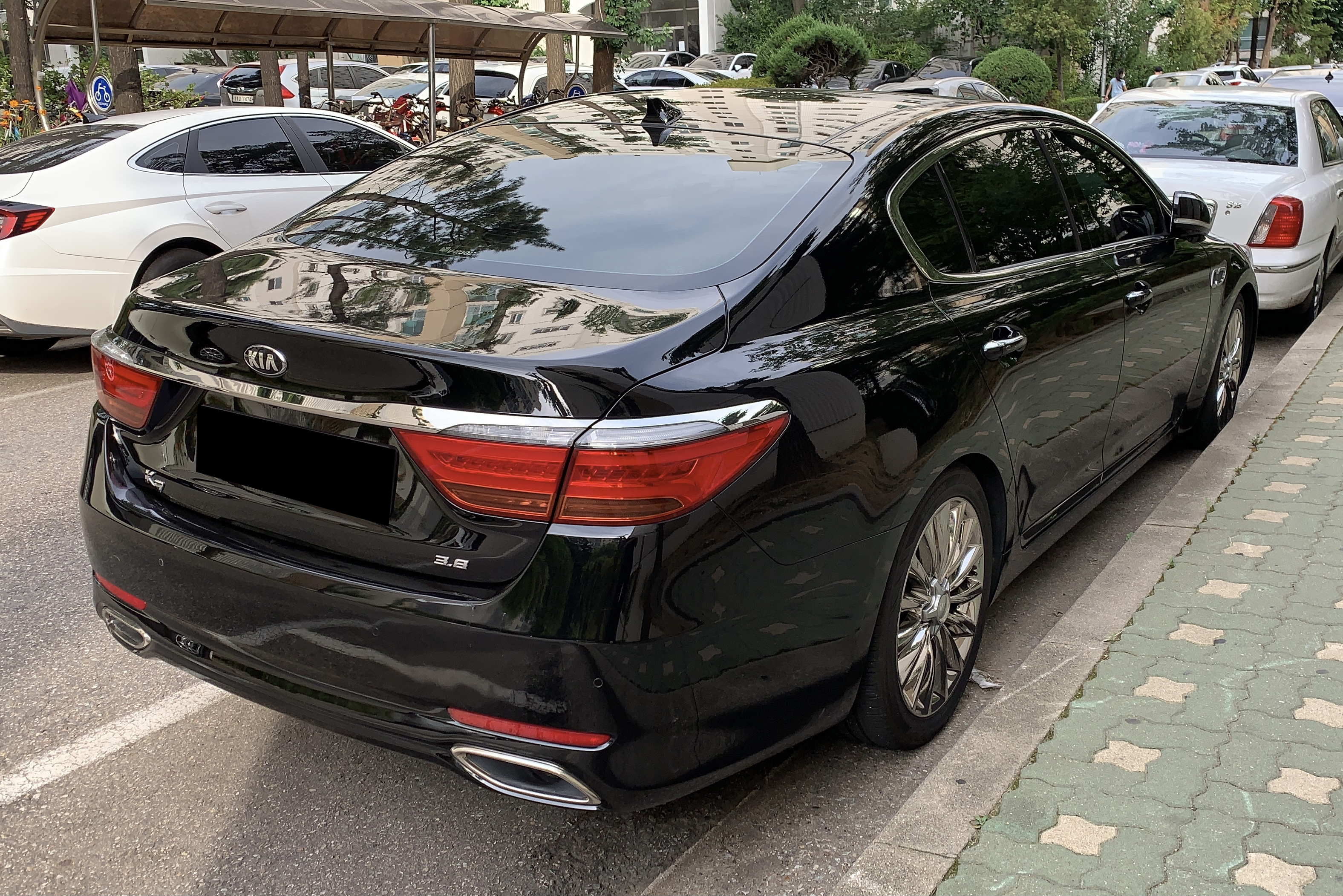
기아 더 뉴 K9 후측면

2014년 11월 17일에 선보인 더 뉴 K9은 북아메리카 수출 사양과 동일한 메쉬형 크롬 라디에이터 그릴, 크롬 스퍼터링 알루미늄 휠, 스마트 트렁크, 양문형 콘솔 암 레스트, VIP석 전동식 풋 레스트 등이 신규 적용되었다. 아울러 리어 램프를 넓게 변경함과 동시에 트렁크 부위의 크롬 가니쉬의 길이를 늘렸고, 수출용에만 적용되던 타우 425마력 V8 5.0리터 DOHC GDI 엔진이 내수용에도 추가되었다.
| 구분                 | 더 뉴 K9 3.3L V6 람다 GDI                                          | 더 뉴 K9 3.8L V6 람다 GDI                   | 더 뉴 K9 5.0L V8 타우 GDI                   |
| -------------------- | ------------------------------------------------------------------ | ------------------------------------------- | ------------------------------------------- |
| 전장 (mm)            | 5,095                                                              | 5,095                                       | 5,095                                       |
| 전폭 (mm)            | 1,900                                                              | 1,900                                       | 1,900                                       |
| 전고 (mm)            | 1,485(전자 제어 에어 서스펜션 적용시) 1,490                        | 1,485(전자 제어 에어 서스펜션 적용시) 1,490 | 1,485(전자 제어 에어 서스펜션 적용시) 1,490 |
| 축거 (mm)            | 3,045                                                              | 3,045                                       | 3,045                                       |
| 윤거 (전, mm)        | 1,620(R19) 1,616(R18)                                              | 1,620(R19)                                  | 1,620(R19)                                  |
| 윤거 (후, mm)        | 1,627(R19) 1,634(R18)                                              | 1,627(R19)                                  | 1,627(R19)                                  |
| 승차 정원            | 5명                                                                | 5명                                         | 5명                                         |
| 변속기               | 자동 8단                                                           | 자동 8단                                    | 자동 8단                                    |
| 서스펜션 (전/후)     | 멀티 링크/멀티 링크                                                | 멀티 링크/멀티 링크                         | 멀티 링크/멀티 링크                         |
| 구동 형식            | 후륜 구동                                                          | 후륜 구동                                   | 후륜 구동                                   |
| 엔진 형식            | G6DH                                                               | G6DJ                                        | G8BE                                        |
| 엔진 형식            | 가솔린                                                             | 가솔린                                      | 가솔린                                      |
| 배기량 (cc)          | 3,342                                                              | 3,778                                       | 5,038                                       |
| 최고 출력 (ps/rpm)   | 300/6,400                                                          | 334/6,400                                   | 425/6,400(프리미엄 연료)                    |
| 최대 토크 (kg*m/rpm) | 35.5/5,200                                                         | 40.3/5,100                                  | 52.0/5,000(프리미엄 연료)                   |
| 연료 탱크 용량 (L)   | 75                                                                 | 75                                          | 75                                          |
| 요소수 탱크 용량 (L) | -                                                                  | -                                           | -                                           |
| 공차 중량 (kg)       | 1,920(R18), 1,935(R19)                                             | 1,940                                       | 2,105                                       |
| 연비 (km/L)          | 도심 8.1/고속 12.3/복합 9.6(R18), 도심 7.9/고속 12.0/복합 9.4(R19) | 도심 7.8/고속 12.0/복합 9.3                 | 도심 6.3/고속 9.9/복합 7.6                  |
| Co2 배출량 (g/km)    | 186(R18), 190(R19)                                                 | 192                                         | 238                                         |

## 2세대(RJ)

### 더 K9(2018년4월~2021년5월)

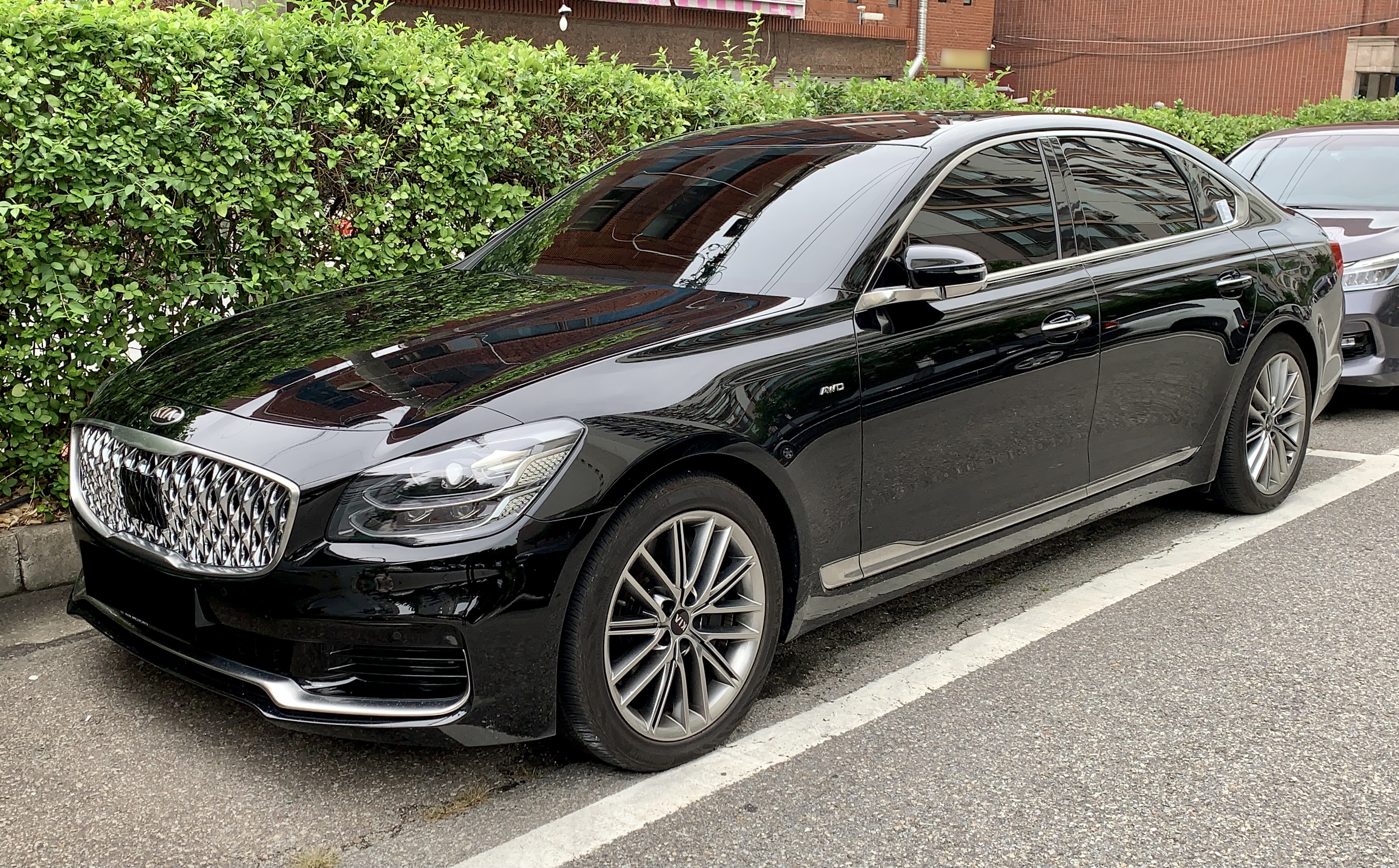
기아 더 K9 정측면

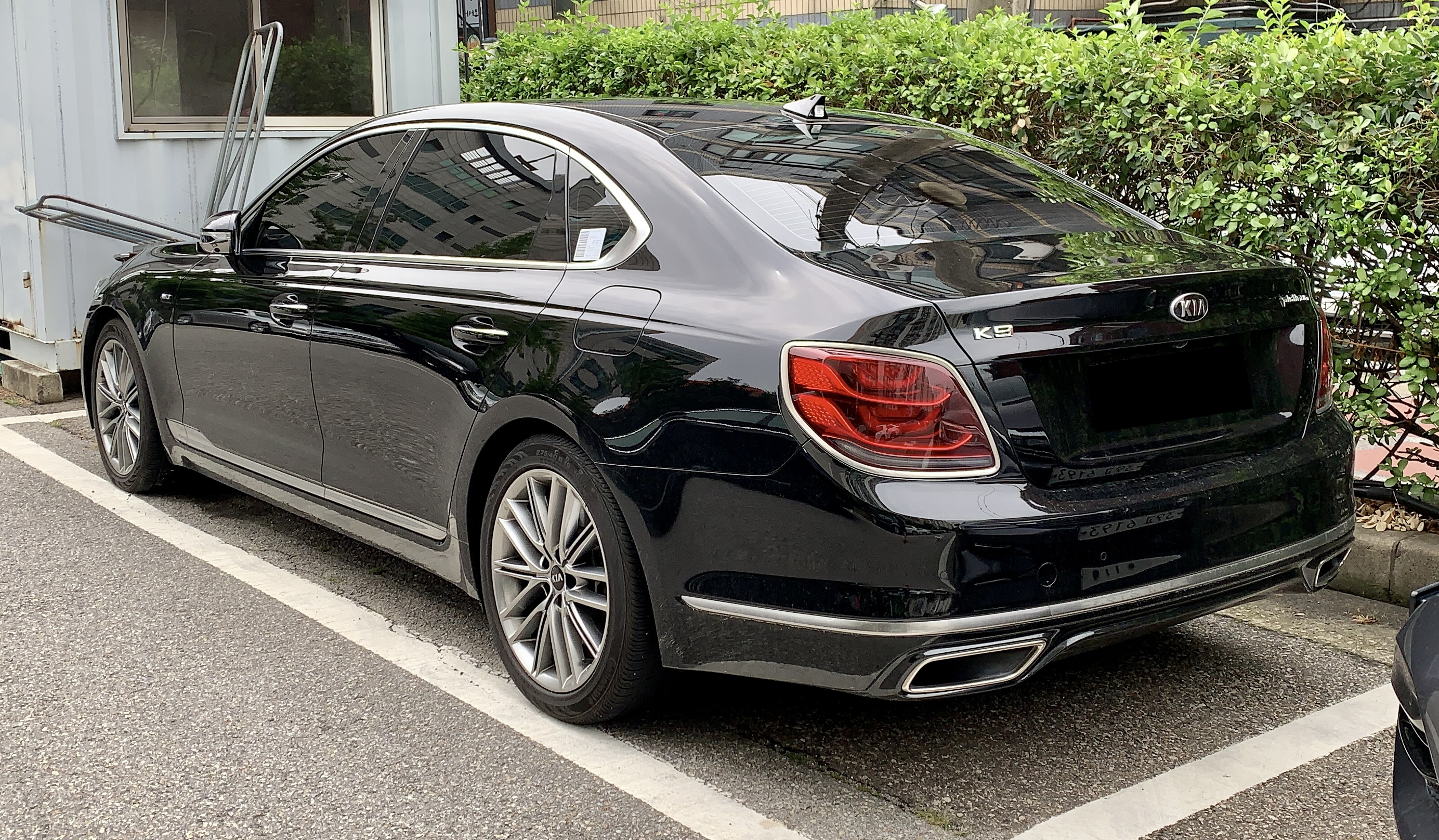
기아 더 K9 후측면

2018년 4월 3일에 출시되었다. 제네시스 G90의 후륜구동 플랫폼을 활용하여 개발되었으며, AWD가 추가됐다. 알쓸신잡에 출연하는 유현준 교수가 1호차의 주인공이 되었다. 이전 모델보다 길이가 25mm 더 길어졌고 전 모델에 첨단 주행 신기술과 지능형 편의 사양을 모두 적용한 것이 가장 큰 특징이다. 앞서 K3에 적용되었던 드라이브 와이즈 패키지가 기본으로 적용되었고 휠의 크기가 60mm까지 늘어났으며, 센터 암레스트 부분에 휴대폰 무선 충전 시스템과 운전석에 냉방 통풍 시트까지 확대 적용되어 운전자들의 편의성을 높였다.
| 구분                 | 더 K9 3.3L V6 람다 T-GDI         | 더 K9 3.3L V6 람다 T-GDI (AWD)   | 더 K9 3.8L V6 람다 GDI                                             | 더 K9 3.8L V6 람다 GDI (AWD)                                       | 더 K9 5.0L V8 타우 GDI (AWD)    |
| -------------------- | -------------------------------- | -------------------------------- | ------------------------------------------------------------------ | ------------------------------------------------------------------ | ------------------------------- |
| 전장 (mm)            | 5,120                            | 5,120                            | 5,120                                                              | 5,120                                                              | 5,120                           |
| 전폭 (mm)            | 1,915                            | 1,915                            | 1,915                                                              | 1,915                                                              | 1,915                           |
| 전고 (mm)            | 1,490                            | 1,490                            | 1,490                                                              | 1,490                                                              | 1,490                           |
| 축거 (mm)            | 3,105                            | 3,105                            | 3,105                                                              | 3,105                                                              | 3,105                           |
| 윤거 (전, mm)        | 1,639(R19)                       | 1,639(R19)                       | 1,629(R18) 1,639(R19)                                              | 1,629(R18) 1,639(R19)                                              | 1,639(R19)                      |
| 윤거 (후, mm)        | 1,639(R19)                       | 1,639(R19)                       | 1,659(R18) 1,639(R19)                                              | 1,659(R18) 1,639(R19)                                              | 1,639(R19)                      |
| 승차 정원            | 5명                              | 5명                              | 5명                                                                | 5명                                                                | 5명                             |
| 변속기               | 자동 8단                         | 자동 8단                         | 자동 8단                                                           | 자동 8단                                                           | 자동 8단                        |
| 서스펜션 (전/후)     | 멀티 링크/멀티 링크              | 멀티 링크/멀티 링크              | 멀티 링크/멀티 링크                                                | 멀티 링크/멀티 링크                                                | 멀티 링크/멀티 링크             |
| 구동 형식            | 후륜 구동                        | 4륜 구동                         | 후륜 구동                                                          | 4륜 구동                                                           | 4륜 구동                        |
| 엔진 형식            | G6DH                             | G6DH                             | G6DJ                                                               | G6DJ                                                               | G8BE                            |
| 엔진 형식            | 가솔린                           | 가솔린                           | 가솔린                                                             | 가솔린                                                             | 가솔린                          |
| 배기량 (cc)          | 3,342                            | 3,342                            | 3,778                                                              | 3,778                                                              | 5,038                           |
| 최고 출력 (ps/rpm)   | 370/6,000                        | 370/6,000                        | 315/6,000                                                          | 315/6,000                                                          | 425/6,400(프리미엄 연료)        |
| 최대 토크 (kg*m/rpm) | 52.0/1,300~4,500                 | 52.0/1,300~4,500                 | 40.5/5,000                                                         | 40.5/5,000                                                         | 53.0/5,000(프리미엄 연료)       |
| 연료 탱크 용량 (L)   | 77                               | 77                               | 77                                                                 | 77                                                                 | 77                              |
| 요소수 탱크 용량 (L) | -                                | -                                | -                                                                  | -                                                                  | -                               |
| 공차 중량 (kg)       | 2,015(R19)                       | 2,085(R19)                       | 1,915(R18), 1,935(R19)                                             | 1,985(R18), 2,005(R19)                                             | 2,165(R19)                      |
| 연비 (km/L)          | 도심 7.4/고속 10.9/복합 8.7(R19) | 도심 7.0/고속 10.1/복합 8.1(R19) | 도심 7.8/고속 11.0/복합 9.0(R18), 도심 7.6/고속 10.7/복합 8.8(R19) | 도심 7.3/고속 10.3/복합 8.4(R18), 도심 7.3/고속 10.1/복합 8.3(R19) | 도심 6.4/고속 9.5/복합 7.5(R19) |
| Co2 배출량 (g/km)    | 199(R19)                         | 213(R19)                         | 192(R18), 196(R19)                                                 | 204(R18), 207(R19)                                                 | 231(R19)                        |

### 더 뉴 K9(2021년5월~현재)

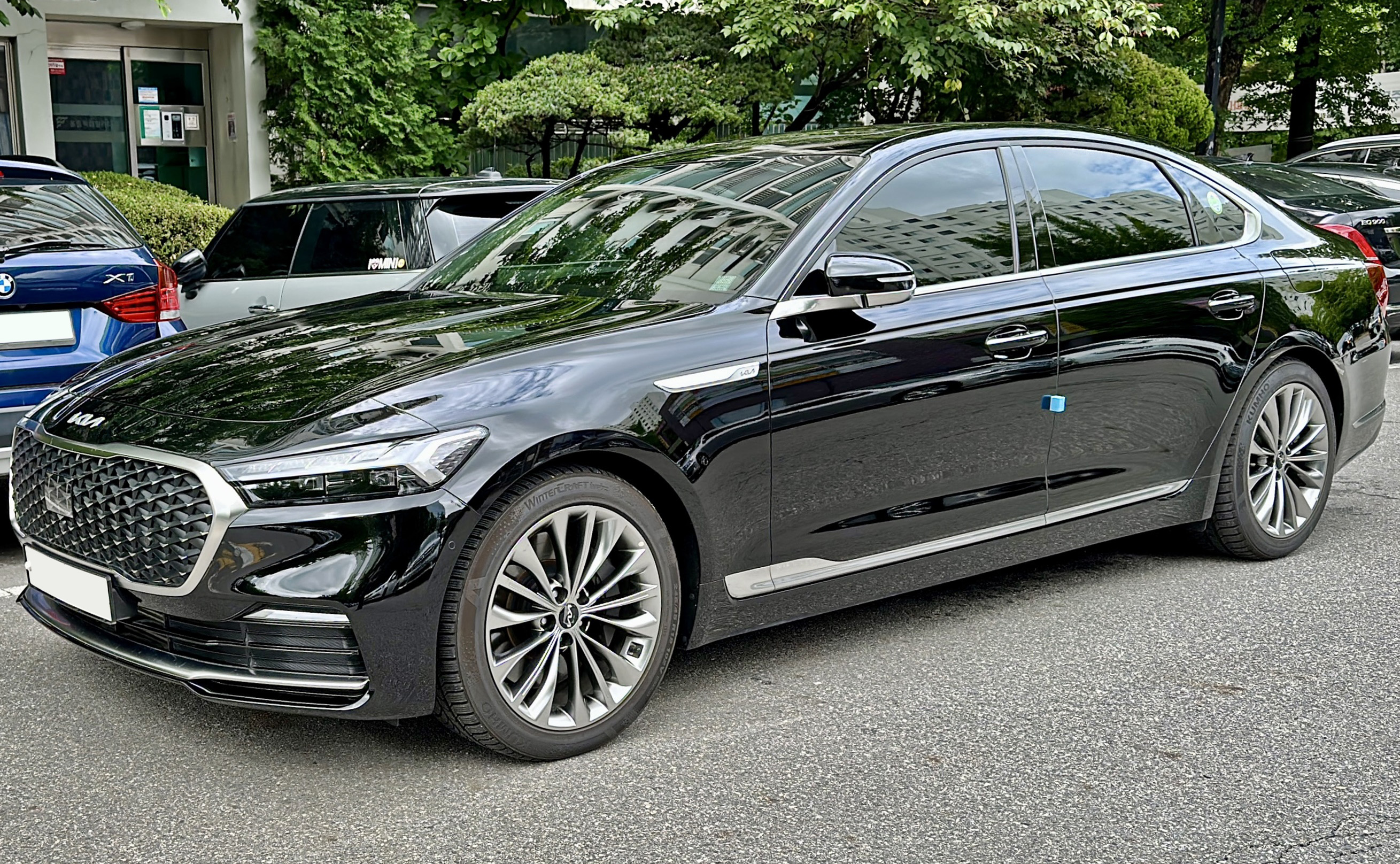
기아 더 뉴 K9 정측면

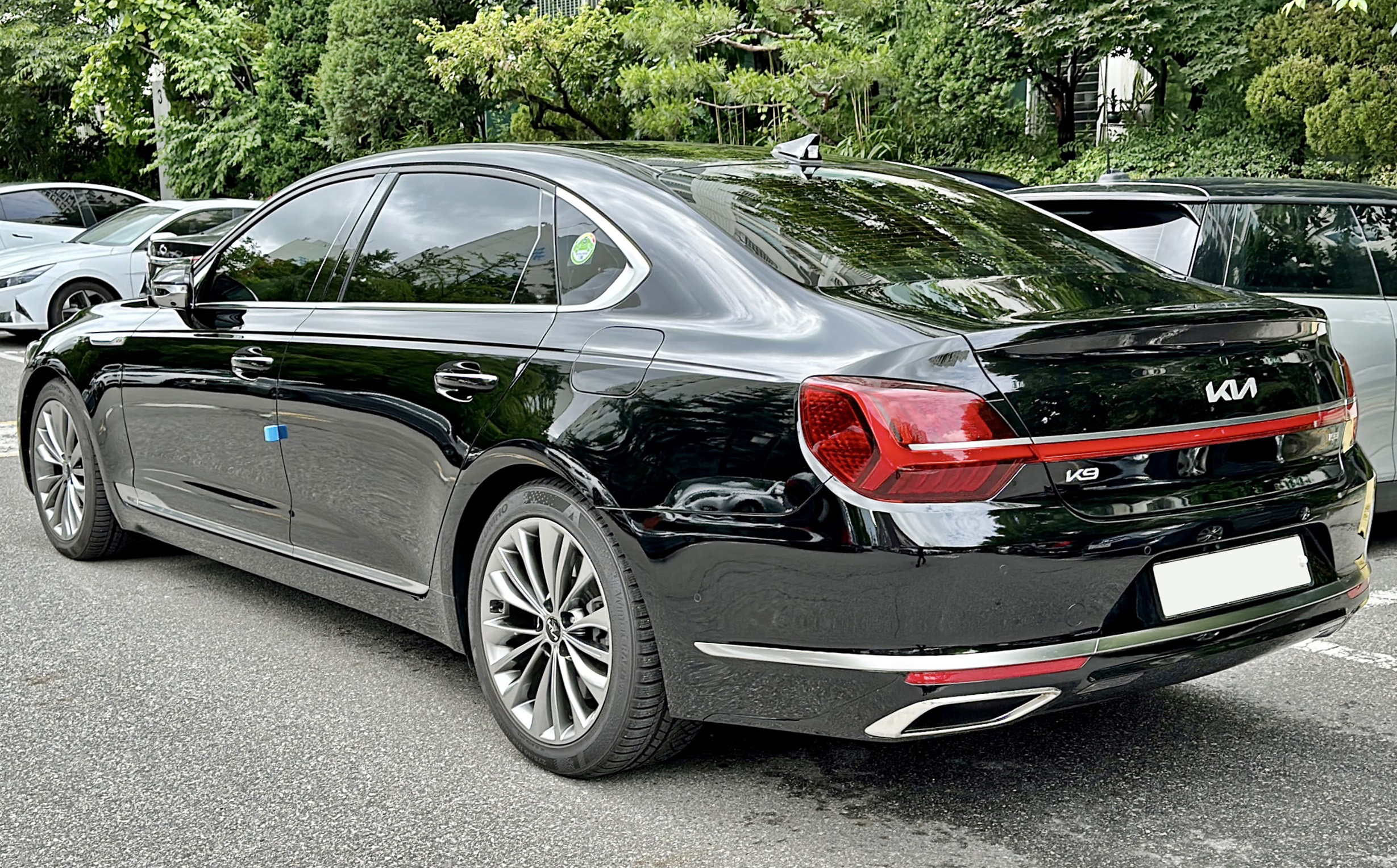
기아 더 뉴 K9 후측면

2021년 5월 17일 외장 디자인 공개 및 6월 3일 사전계약 시작 후 2021년 6월 15일 정식 출시됐다. 2018년 4월 더 K9 출시 이후 3년만에 선보이는 모델이며, 세련되고 하이테크한 감성을 더했다. 전면부는 라디에이터 그릴에 적용된 V 형상의 크롬 패턴, 슬림하게 가로로 확장된 헤드램프, 와이드한 하단 범퍼가 특징이다. 측면부는 실루엣과 캐릭터 라인으로 중후한 느낌을 살렸고, 펜더 가니쉬와 19인치 스퍼터링 휠을 적용했다. 후면부는 측면 캐릭터 라인에서 이어지는 좌우 수평으로 연결된 리어램프 그리고 세로형의 램프 그래픽으로 헤드램프의 그래픽과 통일감을 줬다. 또한 와이드한 하단 범퍼를 통해 안정감을 주며, 번호판을 범퍼로 이동시키고 트림명 부착을 없애 깔끔한 디자인을 연출했다. 전방 예측 변속 시스템, 프리뷰 전자제어 서스펜션, 고속도로 주행 보조2, 전방 충돌방지 보조, 다중 충돌방지 자동 제동 시스템 등 다양한 시스템이 적용됐다.
외장 컬러는 에스콧 그린, 스노우 화이트 펄, 실키 실버, 오로라 블랙 펄, 마르살라, 판테라 메탈, 딥크로마 블루 총 7개이며, 내장 컬러는 토프 그레이, 블랙 1톤, 베이지 2톤, 새들브라운 2톤 총 4 가지이다.
광고 모델로 배우 김남길을 발탁했으며, 더 뉴 K9의 페르소나이자 모델로 출연하는 쇼케이스 영상을 중계했다.
425마력 타우 V8 5.0 DOHC 엔진이 2세대 K9의 페이스리프트 모델 라인업에서 제외됐다. 또한 2세대의 페이스리프트 모델부터 북미 및 중동 시장에서 철수하여, 대한민국 내수 외에는 러시아에서만 판매한다.
하만 인터내셔널 계열 브랜드인 렉시콘의 카스테레오 유닛이 옵션이다.

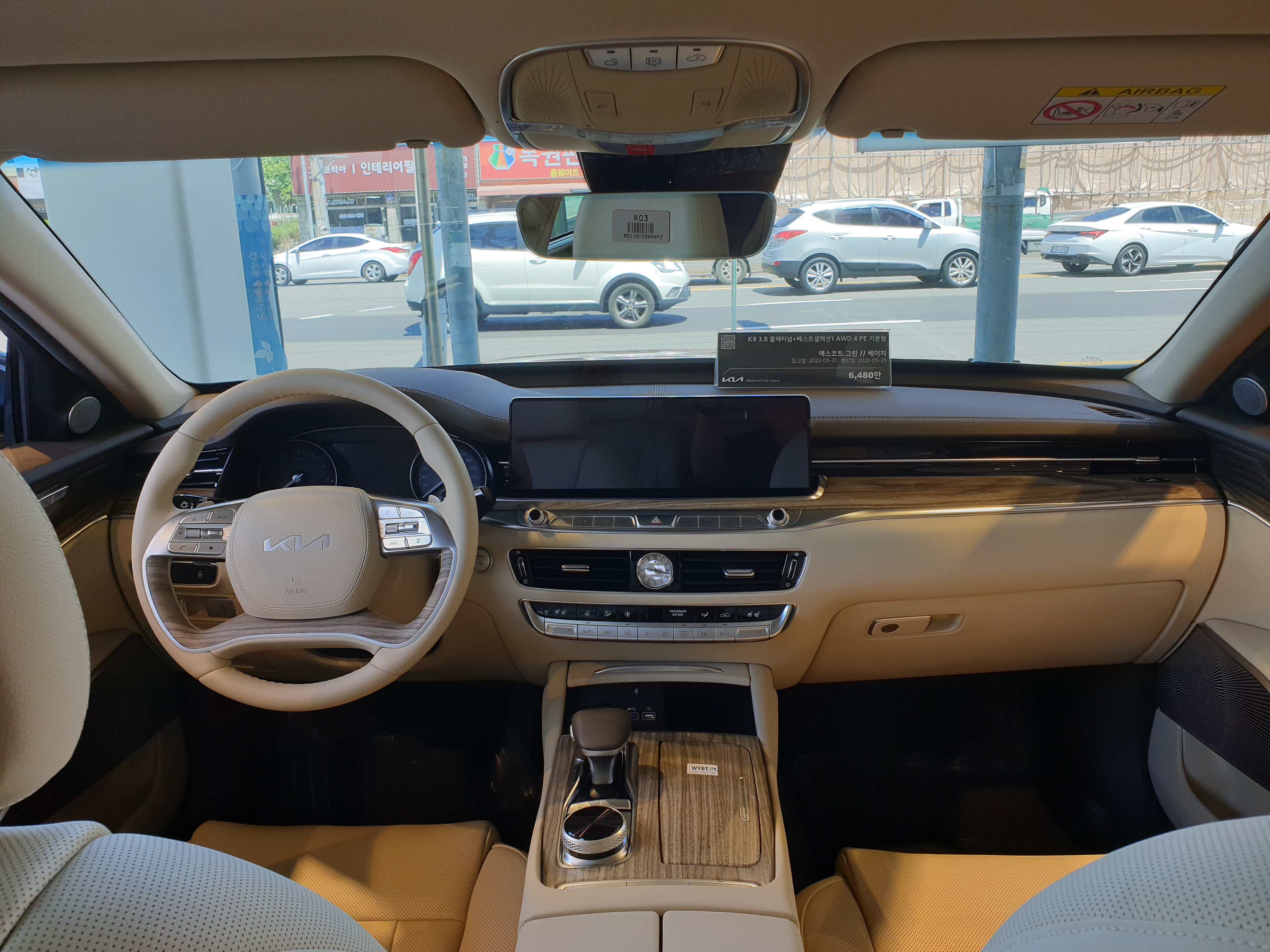
기아 더 뉴 K9 실내

#### 제원
| 구분                 | 더 뉴 K9 3.8 가솔린 | 더 뉴 K9 3.3 가솔린 터보 |
| -------------------- | ------------------- | ------------------------ |
| 전장 (mm)            | 5,140               | 5,140                    |
| 전폭 (mm)            | 1,915               | 1,915                    |
| 전고 (mm)            | 1,490               | 1,490                    |
| 축거 (mm)            | 3,105               | 3,105                    |
| 윤거 (전, mm)        | 1,629 / 1,639       | 1,629 / 1,639            |
| 윤거 (후, mm)        | 1,659 / 1,639       | 1,659 / 1,639            |
| 변속기               | 자동 8단            | 자동 8단                 |
| 서스펜션 (전/후)     | 멀티링크 / 멀티링크 | 멀티링크 / 멀티링크      |
| 배기량 (cc)          | 3,778               | 3,342                    |
| 최고 출력 (ps/rpm)   | 315 / 6,000         | 370 / 6,000              |
| 최대 토크 (kg*m/rpm) | 40.5 / 5,000        | 52.0 / 1,300~4,500       |

## 역대 슬로건

### 1세대(KH)
- TO THE GREATEST (K9 (전기형), K9 (후기형))
- 당신께 오마주합니다 (K9 (후기형))
- The Leadership (더 뉴 K9)

### 2세대(RJ)
- Dignity ＆ Intelligence (더 K9)
- Masters that Inspire (더 뉴 K9)

## 디자인에 대한 논란
출시되기에 앞서 2012년 2월 중 K9의 렌더링 사진과 실차 사진이 첫 공개되기 무섭게 디자인에 대한 논란이 불거졌다. 타이거 노즈 패밀리 룩을 적용한 수직형 라디에이터 그릴을 비롯한 전반적인 디자인이 BMW의 5 시리즈나 5 시리즈 GT 등을 연상시킨다는 이유였다. 차량 디자인을 총괄하였던 수석 디자이너 피터 슈라이어는 K9의 디자인에 관한 논란에 대하여 불편한 심경을 크게 드러냈다. 같은 해 9월에는 미국의 자동차 전문 매체인 잘롭닉에 의하여 재규어 S-타입 및 메르세데스-벤츠 E 클래스(W210)와 비슷하다는 자사의 오피러스와 더불어 세계 10대 표절 자동차에 선정되는 불명예를 안았다.

## 차명에 관한 논란
K9은 기아자동차가 K7부터 시작한 K 시리즈 라인업 구축의 네이밍을 그대로 답습하고 있다. 기아자동차(Kia)와 대한민국(Korea) 등을 의미하는 K에 차급을 나타내는 숫자를 더한 것인데, 문제는 K9이 영미권 국가에서는 동물의 개과를 뜻하는 단어인 'Canine'과 발음이 같고, 또한 그 약어로도 사용된다는 것이다. 이에 따라 대한민국 외의 국가에서는 베레두스(Veredus)라는 차명으로 시판되려고 하였으나, 쿠오리스(Quoris)라는 차명으로 시판되었다. 그러나 미국에서는 쿠오리스 대신 K900이라는 수출명이 달린다. 미국 수출 사양인 K900에는 5.0L V8 타우 GDI 엔진과 크롬 스퍼터링 알로이 휠이 추가되었으며, 수직형 라디에이터 그릴이 아닌 메쉬형 라디에이터 그릴을 달았다.

## 비디오 게임에서의 등장
- 3D운전교실